# Alice Curchod
Alice Curchod (Lausanne, 6 oktober 1907 - Lossy, 3 februari 1971) was een Zwitserse schrijfster, onderwijzeres en uitgeefster.

## Biografie
Alice Curchod was een dochter van Victor Pidoux en van Alice Grand. Ze huwde Gustave Curchod, een handelsvertegenwoordiger. Na haar studies aan de normaalschool van Lausanne (1924-1928) werd ze onderwijzeres. In 1949 richtte ze in Lausanne een school voor sociale assistentes en onderwijzeressen op, die ze zou leiden tot 1959. In 1962 richtte ze de uitgeverij Editions du Verdonnet SA op, waarmee ze diverse kinderboeken zou uitgeven. Ze schreef ook enkele romans, namelijk Le Pain quotidien (1936), L'Amour de Marie Fontanne (1942) et Les Pieds de l'ange (1950). Ze was bevriend met Alice Rivaz en had ook contact met Gustave Roud en Philippe Jaccottet. Tevens was ze lid van de Association des écrivains vaudois en de Société des écrivains suisses.

## Werken
- (fr)  Le Pain quotidien, 1936.
- (fr)  L'Amour de Marie Fontanne, 1942.
- (fr)  Les Pieds de l'ange, 1950.